# Awtandil Czrikiszwili
Awtandil Czrikiszwili (gruz. ავთანდილ ჭრიკიშვილი; ur. 18 marca 1991 w Gardabani) – gruziński judoka, mistrz oraz wicemistrz świata, mistrz Europy.
Startuje w kategorii wagowej do 81 kg. Uczestnik igrzysk olimpijskich w Londynie w 2012 roku. Złoty medalista mistrzostw Europy w 2013 roku. Wicemistrz świata z Rio de Janeiro (2013). W 2014 zdobył w Czelabińsku tytuł mistrza świata.